# UEFA Nations League 2020–21 (hạng đấu B)
UEFA Nations League 2020-21 Hạng B (tiếng Anh: 2020–21 UEFA Nations League B) là phân hạng thứ hai của UEFA Nations League mùa giải 2020-21, mùa giải thứ hai của giải bóng đá quốc tế với sự tham gia từ các đội tuyển nam quốc gia của 55 hiệp hội thành viên của UEFA. Bốn đội nhất bảng của Hạng B sẽ được thăng lên Hạng A của mùa giải 2022-23, cùng với đó là suất tham dự vòng tranh vé vớt của vòng loại FIFA World Cup 2022 khu vực UEFA nếu các đội tuyển này bị loại ở vòng đầu tiên.

## Thể thức
Dưới đây là thay đổi thể thức từ mùa giải đầu tiên, Hạng B đã được mở rộng từ 12 lên 16 đội. Giải đấu bao gồm các thành viên UEFA được xếp hạng từ 17–32 trong bảng xếp hạng UEFA Nations League 2018–19, chia thành bốn bảng bốn đội. Mỗi đội tuyển sẽ thi đấu 6 trận đấu trong bảng của họ, thể thức vòng tròn một lượt trên sân nhà và sân khách vào tháng 9, tháng 10 và tháng 11 năm 2020. Đội đứng đầu của mỗi bảng sẽ thăng lên Hạng A và đội xếp thứ tư của mỗi bảng sẽ phải xuống Hạng C trong UEFA Nations League 2022-23.

## Các đội tuyển

### Thay đổi đội tuyển
Dưới đây là thay đổi đội tuyển của Hạng A từ mùa giải 2018–19:
| Được thăng hạng từ Hạng C của các quốc gia               | Được thăng hạng từ Hạng C của các quốc gia                              |
| -------------------------------------------------------- | ----------------------------------------------------------------------- |
| Đội dẫn đầu bảng: - Phần Lan - Na Uy - Scotland - Serbia | Đội chuyển xuống giải đấu dưới: - Bulgaria - Hungary - Israel - România |

| Ban đầu lên hạng đến Hạng A của các quốc gia            |
| ------------------------------------------------------- |
| - Bosna và Hercegovina - Đan Mạch - Thụy Điển - Ukraina |

Dưới đây là những thay đổi đội tuyển ban đầu thiết lập xảy ra trong Hạng B, nhưng sau khi không có đội tuyển nào bị xuống hạng do thay đổi thể thức bởi UEFA:
| Các đội thăng hạng đến Hạng A của các quốc gia |
| ---------------------------------------------- |
| - Croatia - Đức - Iceland - Ba Lan             |

| Ban đầu xuống hạng đến Hạng C của các quốc gia           |
| -------------------------------------------------------- |
| - Bắc Ireland - Cộng hòa Ireland - Slovakia - Thổ Nhĩ Kỳ |

### Hạt giống
Trong danh sách truy cập 2020–21, các đội tuyển được xếp hạng của UEFA dựa trên bảng xếp hạng UEFA Nations League 2018–19, với một sửa đổi nhỏ: các đội tuyển ban đầu được xuống hạng trong mùa giải trước được xếp hạng ngay dưới các đội tuyển được thăng hạng trước khi thay đổi thể thức. Các nhóm hạt giống cho giai đoạn giải đấu đã được xác nhận vào ngày 4 tháng 12 năm 2019, và được dựa trên bảng xếp hạng danh sách truy cập.
| Đội tuyển    | Hạng |
| ------------ | ---- |
| Nga          | 17   |
| Áo           | 18   |
| Wales        | 19   |
| Cộng hòa Séc | 20   |

| Đội tuyển | Hạng |
| --------- | ---- |
| Scotland  | 21   |
| Na Uy     | 22   |
| Serbia    | 23   |
| Phần Lan  | 24   |

| Đội tuyển        | Hạng |
| ---------------- | ---- |
| Slovakia         | 25   |
| Thổ Nhĩ Kỳ       | 26   |
| Cộng hòa Ireland | 27   |
| Bắc Ireland      | 28   |

| Đội tuyển | Hạng |
| --------- | ---- |
| Bulgaria  | 29   |
| Israel    | 30   |
| Hungary   | 31   |
| România   | 32   |

Lễ bốc thăm cho giai đoạn giải đấu sẽ diễn ra vào ngày 3 tháng 3 năm 2020, lúc 18:00 CET, ở Amsterdam, Hà Lan. Mỗi bảng sẽ chứa một đội tuyển từ mỗi nhóm.

## Các bảng
Thời gian là CET/CEST, như được liệt kê bởi UEFA (giờ địa phương, nếu khác nhau, nằm trong dấu ngoặc đơn).

### Bảng 1
| VT | Đội             | ST | T | H | B | BT | BB | HS | Đ  | Thăng hạng hoặc xuống hạng |     | Áo  | Na Uy | România | Bắc Ireland |
| -- | --------------- | -- | - | - | - | -- | -- | -- | -- | -------------------------- | --- | --- | ----- | ------- | ----------- |
| 1  | Áo (P)          | 6  | 4 | 1 | 1 | 9  | 6  | +3 | 13 | Thăng hạng đến Giải đấu A  |     | —   | 1–1   | 2–3     | 2–1         |
| 2  | Na Uy           | 6  | 3 | 1 | 2 | 12 | 7  | +5 | 10 |                            |     | 1–2 | —     | 4–0     | 1–0         |
| 3  | România         | 6  | 2 | 2 | 2 | 8  | 9  | −1 | 8  |                            | 0–1 | 3–0 | —     | 1–1     |             |
| 4  | Bắc Ireland (R) | 6  | 0 | 2 | 4 | 4  | 11 | −7 | 2  | Xuống hạng đến Giải đấu C  |     | 0–1 | 1–5   | 1–1     | —           |

1. ↑  România được xử thắng 3–0 vì Na Uy bỏ cuộc sau khi đội tuyển nước nay phát hiện một cầu thủ dương tính với virus SARS-CoV-2 trong đội hình.

| Na Uy         | 1–2      | Áo                                       |
| ------------- | -------- | ---------------------------------------- |
| - Haaland 66' | Chi tiết | - Gregoritsch 35' - Sabitzer 54' (ph.đ.) |

| România      | 1–1      | Bắc Ireland |
| ------------ | -------- | ----------- |
| - Pușcaș 25' | Chi tiết | - Whyte 86' |

| Áo                              | 2–3      | România                               |
| ------------------------------- | -------- | ------------------------------------- |
| - Baumgartner 17' - Onisiwo 81' | Chi tiết | - Alibec 3' - Grigore 51' - Maxim 70' |

| Bắc Ireland | 1–5      | Na Uy                                                 |
| ----------- | -------- | ----------------------------------------------------- |
| - McNair 6' | Chi tiết | - Elyounoussi 2' - Haaland 7', 58' - Sørloth 19', 47' |

| Na Uy                                 | 4–0      | România |
| ------------------------------------- | -------- | ------- |
| - Haaland 13', 64', 74' - Sørloth 39' | Chi tiết |         |

| Bắc Ireland | 0–1      | Áo                |
| ----------- | -------- | ----------------- |
|             | Chi tiết | - Gregoritsch 42' |

| Na Uy               | 1–0      | Bắc Ireland |
| ------------------- | -------- | ----------- |
| - Dallas 68' (l.n.) | Chi tiết |             |

| România | 0–1      | Áo           |
| ------- | -------- | ------------ |
|         | Chi tiết | - Schöpf 76' |

| Áo                       | 2–1      | Bắc Ireland    |
| ------------------------ | -------- | -------------- |
| - Schaub 81' - Grbić 87' | Chi tiết | - Magennis 75' |

| România | 3–0 | Na Uy |
| ------- | --- | ----- |
|         |     |       |

| Áo            | 1–1      | Na Uy       |
| ------------- | -------- | ----------- |
| - Grbić 90+4' | Chi tiết | - Zahid 61' |

| Bắc Ireland | 1–1      | România        |
| ----------- | -------- | -------------- |
| - Boyce 56' | Chi tiết | - Bicfalvi 81' |

### Bảng 2
| VT | Đội              | ST | T | H | B | BT | BB | HS | Đ  | Thăng hạng hoặc xuống hạng |     | Cộng hòa Séc | Scotland | Israel | Slovakia |
| -- | ---------------- | -- | - | - | - | -- | -- | -- | -- | -------------------------- | --- | ------------ | -------- | ------ | -------- |
| 1  | Cộng hòa Séc (P) | 6  | 4 | 0 | 2 | 9  | 5  | +4 | 12 | Thăng hạng đến Giải đấu A  |     | —            | 1–2      | 1–0    | 2–0      |
| 2  | Scotland         | 6  | 3 | 1 | 2 | 5  | 4  | +1 | 10 |                            |     | 1—0          | —        | 1–1    | 1–0      |
| 3  | Israel           | 6  | 2 | 2 | 2 | 7  | 7  | 0  | 8  |                            | 1–2 | 1–0          | —        | 1–1    |          |
| 4  | Slovakia (R)     | 6  | 1 | 1 | 4 | 5  | 10 | −5 | 4  | Xuống hạng đến Giải đấu C  |     | 1–3          | 1–0      | 2—3    | —        |

| Scotland               | 1–1      | Israel       |
| ---------------------- | -------- | ------------ |
| - Christie 45' (ph.đ.) | Chi tiết | - Zahavi 73' |

| Slovakia      | 1–3      | Cộng hòa Séc                                     |
| ------------- | -------- | ------------------------------------------------ |
| - Schranz 88' | Chi tiết | - Coufal 48' - Dočkal 53' (ph.đ.) - Krmenčík 86' |

| Cộng hòa Séc | 1–2      | Scotland                           |
| ------------ | -------- | ---------------------------------- |
| - Pešek 12'  | Chi tiết | - Dykes 27' - Christie 52' (ph.đ.) |

| Israel          | 1–1      | Slovakia    |
| --------------- | -------- | ----------- |
| - Elmkies 90+1' | Chi tiết | - Ďuriš 14' |

| Israel       | 1–2      | Cộng hòa Séc                       |
| ------------ | -------- | ---------------------------------- |
| - Zahavi 56' | Chi tiết | - Abu Hanna 14' (l.n.) - Vydra 48' |

| Scotland    | 1–0      | Slovakia |
| ----------- | -------- | -------- |
| - Dykes 54' | Chi tiết |          |

| Scotland    | 1–0      | Cộng hòa Séc |
| ----------- | -------- | ------------ |
| - Fraser 6' | Chi tiết |              |

| Slovakia               | 2–3      | Israel                 |
| ---------------------- | -------- | ---------------------- |
| - Hamšík 16' - Mak 38' | Chi tiết | - Zahavi 68', 76', 89' |

| Slovakia     | 1–0      | Scotland |
| ------------ | -------- | -------- |
| - Greguš 32' | Chi tiết |          |

| Cộng hòa Séc | 1–0      | Israel |
| ------------ | -------- | ------ |
| - Darida 7'  | Chi tiết |        |

| Cộng hòa Séc                | 2–0      | Slovakia |
| --------------------------- | -------- | -------- |
| - Souček 17' - Ondrášek 55' | Chi tiết |          |

| Israel        | 1–0      | Scotland |
| ------------- | -------- | -------- |
| - Solomon 44' | Chi tiết |          |

### Bảng 3
| VT | Đội            | ST | T | H | B | BT | BB | HS | Đ  | Thăng hạng hoặc xuống hạng |     | Hungary | Nga | Serbia | Thổ Nhĩ Kỳ |
| -- | -------------- | -- | - | - | - | -- | -- | -- | -- | -------------------------- | --- | ------- | --- | ------ | ---------- |
| 1  | Hungary (P)    | 6  | 3 | 2 | 1 | 7  | 4  | +3 | 11 | Thăng hạng đến Giải đấu A  |     | —       | 2–3 | 1–1    | 2–0        |
| 2  | Nga            | 6  | 2 | 2 | 2 | 9  | 12 | −3 | 8  |                            |     | 0–0     | —   | 3–1    | 1–1        |
| 3  | Serbia         | 6  | 1 | 3 | 2 | 9  | 7  | +2 | 6  |                            | 0–1 | 5–0     | —   | 0–0    |            |
| 4  | Thổ Nhĩ Kỳ (R) | 6  | 1 | 3 | 2 | 6  | 8  | −2 | 6  | Xuống hạng đến Giải đấu C  |     | 0–1     | 3–2 | 2–2    | —          |

1. 1 2  Hiệu số đối đầu: Serbia 2, Thổ Nhĩ Kỳ 0.

| Nga                                       | 3–1      | Serbia            |
| ----------------------------------------- | -------- | ----------------- |
| - Dzyuba 48' (ph.đ.), 81' - Karavayev 69' | Chi tiết | - A. Mitrović 78' |

| Thổ Nhĩ Kỳ | 0–1      | Hungary          |
| ---------- | -------- | ---------------- |
|            | Chi tiết | - Szoboszlai 80' |

| Hungary                    | 2–3      | Nga                                           |
| -------------------------- | -------- | --------------------------------------------- |
| - Sallai 62' - Nikolić 70' | Chi tiết | - Miranchuk 15' - Ozdoyev 34' - Fernandes 46' |

| Serbia | 0–0      | Thổ Nhĩ Kỳ |
| ------ | -------- | ---------- |
|        | Chi tiết |            |

| Nga             | 1–1      | Thổ Nhĩ Kỳ    |
| --------------- | -------- | ------------- |
| - Miranchuk 28' | Chi tiết | - Karaman 62' |

| Serbia | 0–1      | Hungary       |
| ------ | -------- | ------------- |
|        | Chi tiết | - Könyves 20' |

| Nga | 0–0      | Hungary |
| --- | -------- | ------- |
|     | Chi tiết |         |

| Thổ Nhĩ Kỳ                   | 2–2      | Serbia                                           |
| ---------------------------- | -------- | ------------------------------------------------ |
| - Çalhanoğlu 57' - Tufan 76' | Chi tiết | - Milinković-Savić 22' - A. Mitrović 49' (ph.đ.) |

| Thổ Nhĩ Kỳ                                    | 3–2      | Nga                            |
| --------------------------------------------- | -------- | ------------------------------ |
| - Karaman 26' - Ünder 32' - Tosun 52' (ph.đ.) | Chi tiết | - Cheryshev 11' - Kuzyayev 57' |

| Hungary      | 1–1      | Serbia         |
| ------------ | -------- | -------------- |
| - Kalmár 39' | Chi tiết | - Radonjić 17' |

| Hungary                   | 2–0      | Thổ Nhĩ Kỳ |
| ------------------------- | -------- | ---------- |
| - Sigér 57' - Varga 90+5' | Chi tiết |            |

| Serbia                                                            | 5–0      | Nga |
| ----------------------------------------------------------------- | -------- | --- |
| - Radonjić 10' - Jović 25', 45+1' - Vlahović 41' - Mladenović 64' | Chi tiết |     |

### Bảng 4
| VT | Đội              | ST | T | H | B | BT | BB | HS | Đ  | Thăng hạng hoặc xuống hạng |     | Wales | Phần Lan | Cộng hòa Ireland | Bulgaria |
| -- | ---------------- | -- | - | - | - | -- | -- | -- | -- | -------------------------- | --- | ----- | -------- | ---------------- | -------- |
| 1  | Wales (P)        | 6  | 5 | 1 | 0 | 7  | 1  | +6 | 16 | Thăng hạng đến Giải đấu A  |     | —     | 3–1      | 1–0              | 1–0      |
| 2  | Phần Lan         | 6  | 4 | 0 | 2 | 7  | 5  | +2 | 12 |                            |     | 0–1   | —        | 1–0              | 2–0      |
| 3  | Cộng hòa Ireland | 6  | 0 | 3 | 3 | 1  | 4  | −3 | 3  |                            | 0–0 | 0–1   | —        | 0–0              |          |
| 4  | Bulgaria (R)     | 6  | 0 | 2 | 4 | 2  | 7  | −5 | 2  | Xuống hạng đến Giải đấu C  |     | 0–1   | 1–2      | 1–1              | —        |

| Bulgaria    | 1–1      | Cộng hòa Ireland |
| ----------- | -------- | ---------------- |
| - Kraev 56' | Chi tiết | - Duffy 90+3'    |

| Phần Lan | 0–1      | Wales       |
| -------- | -------- | ----------- |
|          | Chi tiết | - Moore 80' |

| Wales               | 1–0      | Bulgaria |
| ------------------- | -------- | -------- |
| - N. Williams 90+4' | Chi tiết |          |

| Cộng hòa Ireland | 0–1      | Phần Lan     |
| ---------------- | -------- | ------------ |
|                  | Chi tiết | - Jensen 64' |

| Cộng hòa Ireland | 0–0      | Wales |
| ---------------- | -------- | ----- |
|                  | Chi tiết |       |

| Phần Lan                  | 2–0      | Bulgaria |
| ------------------------- | -------- | -------- |
| - Taylor 52' - Jensen 67' | Chi tiết |          |

| Phần Lan     | 1–0      | Cộng hòa Ireland |
| ------------ | -------- | ---------------- |
| - Jensen 66' | Chi tiết |                  |

| Bulgaria | 0–1      | Wales             |
| -------- | -------- | ----------------- |
|          | Chi tiết | - J. Williams 85' |

| Bulgaria            | 1–2      | Phần Lan               |
| ------------------- | -------- | ---------------------- |
| - Iliev 68' (ph.đ.) | Chi tiết | - Pukki 7' - Lod 45+1' |

| Wales        | 1–0      | Cộng hòa Ireland |
| ------------ | -------- | ---------------- |
| - Brooks 67' | Chi tiết |                  |

| Cộng hòa Ireland | 0–0      | Bulgaria |
| ---------------- | -------- | -------- |
|                  | Chi tiết |          |

| Wales                                | 3–1      | Phần Lan    |
| ------------------------------------ | -------- | ----------- |
| - Wilson 29' - James 46' - Moore 84' | Chi tiết | - Pukki 63' |

## Danh sách cầu thủ ghi bàn
6 bàn
- Erling Haaland

5 bàn
- Eran Zahavi

3 bàn
- Fredrik Jensen
- Alexander Sørloth

2 bàn
- Adrian Grbić
- Michael Gregoritsch
- Teemu Pukki
- Artem Dzyuba
- Anton Miranchuk
- Ryan Christie
- Lyndon Dykes
- Luka Jović
- Aleksandar Mitrović
- Nemanja Radonjić
- Kenan Karaman
- Kieffer Moore

1 bàn
- Christoph Baumgartner
- Karim Onisiwo
- Marcel Sabitzer
- Louis Schaub
- Alessandro Schöpf
- Dimitar Iliev
- Bozhidar Kraev
- Vladimír Coufal
- Vladimír Darida
- Bořek Dočkal
- Michael Krmenčík
- Zdeněk Ondrášek
- Jakub Pešek
- Tomáš Souček
- Matěj Vydra
- Robin Lod
- Robert Taylor
- Zsolt Kalmár
- Norbert Könyves
- Nemanja Nikolić
- Roland Sallai
- Dávid Sigér
- Dominik Szoboszlai
- Kevin Varga
- Ilay Elmkies
- Manor Solomon
- Liam Boyce
- Josh Magennis
- Paddy McNair
- Gavin Whyte
- Mohamed Elyounoussi
- Ghayas Zahid
- Shane Duffy
- Denis Alibec
- Eric Bicfalvi
- Dragoș Grigore
- Alexandru Maxim
- George Pușcaș
- Denis Cheryshev
- Mário Fernandes
- Vyacheslav Karavayev
- Daler Kuzyayev
- Magomed Ozdoyev
- Ryan Fraser
- Filip Mladenović
- Sergej Milinković-Savić
- Dušan Vlahović
- Michal Ďuriš
- Ján Greguš
- Marek Hamšík
- Róbert Mak
- Ivan Schranz
- Hakan Çalhanoğlu
- Cenk Tosun
- Ozan Tufan
- Cengiz Ünder
- David Brooks
- Daniel James
- Jonny Williams
- Neco Williams
- Harry Wilson

1 bàn phản lưới nhà
- Joel Abu Hanna (trong trận gặp Cộng hòa Séc)
- Stuart Dallas (trong trận gặp Na Uy)

## Bảng xếp hạng tổng thể
16 đội tuyển của Hạng B sẽ được xếp hạng từ hạng 17 đến hạng 32 tổng thể trong UEFA Nations League 2020–21 theo các quy tắc sau đây:
- Các đội tuyển hoàn thành thứ nhất trong các bảng sẽ được xếp hạng từ hạng 17 đến hạng 20 theo kết quả của giai đoạn giải đấu.
- Các đội tuyển hoàn thành thứ hai trong các bảng sẽ được xếp hạng từ hạng 21 đến hạng 24 theo kết quả của giai đoạn giải đấu.
- Các đội tuyển hoàn thành thứ ba trong các bảng sẽ được xếp hạng từ hạng 25 đến hạng 28 theo kết quả của giai đoạn giải đấu.
- Các đội tuyển hoàn thành thứ tư trong các bảng sẽ được xếp hạng từ hạng 29 đến hạng 32 theo kết quả của giai đoạn giải đấu.

| Hạng | Bg | Đội              | ST | T | H | B | BT | BB | HS | Đ  |
| ---- | -- | ---------------- | -- | - | - | - | -- | -- | -- | -- |
| 17   | B4 | Wales            | 6  | 5 | 1 | 0 | 7  | 1  | +6 | 16 |
| 18   | B1 | Áo               | 6  | 4 | 1 | 1 | 9  | 6  | +3 | 13 |
| 19   | B2 | Cộng hòa Séc     | 6  | 4 | 0 | 2 | 9  | 5  | +4 | 12 |
| 20   | B3 | Hungary          | 6  | 3 | 2 | 1 | 7  | 4  | +3 | 11 |
|      |    |                  |    |   |   |   |    |    |    |    |
| 21   | B4 | Phần Lan         | 6  | 4 | 0 | 2 | 7  | 5  | +2 | 12 |
| 22   | B1 | Na Uy            | 6  | 3 | 1 | 2 | 12 | 7  | +5 | 10 |
| 23   | B2 | Scotland         | 6  | 3 | 1 | 2 | 5  | 4  | +1 | 10 |
| 24   | B3 | Nga              | 6  | 2 | 2 | 2 | 9  | 12 | −3 | 8  |
|      |    |                  |    |   |   |   |    |    |    |    |
| 25   | B2 | Israel           | 6  | 2 | 2 | 2 | 7  | 7  | 0  | 8  |
| 26   | B1 | România          | 6  | 2 | 2 | 2 | 8  | 9  | −1 | 8  |
| 27   | B3 | Serbia           | 6  | 1 | 3 | 2 | 9  | 7  | +2 | 6  |
| 28   | B4 | Cộng hòa Ireland | 6  | 0 | 3 | 3 | 1  | 4  | −3 | 3  |
|      |    |                  |    |   |   |   |    |    |    |    |
| 29   | B3 | Thổ Nhĩ Kỳ       | 6  | 1 | 3 | 2 | 6  | 8  | −2 | 6  |
| 30   | B2 | Slovakia         | 6  | 1 | 1 | 4 | 5  | 10 | −5 | 4  |
| 31   | B4 | Bulgaria         | 6  | 0 | 2 | 4 | 2  | 7  | −5 | 2  |
| 32   | B1 | Bắc Ireland      | 6  | 0 | 2 | 4 | 4  | 11 | −7 | 2  |